# Hans Maier (Wasserballspieler)

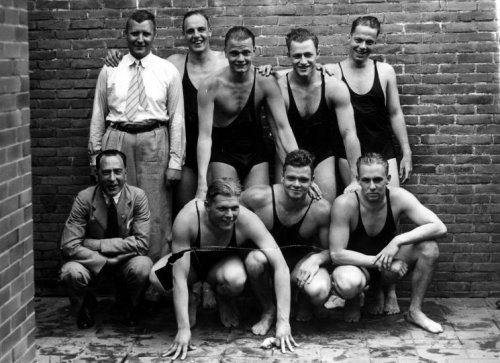
Hans Maier (vordere Reihe, 2.v.r.) als Mitglied des niederländischen Wasserballteams bei den Olympischen Spielen 1936

Hans Maier (* 11. Juli 1916 in Madiun, Niederländisch-Indien; †  29. November 2018 in Den Haag) war ein niederländischer Wasserballspieler und Schwimmer. Vor seinem Tod galt er als der älteste noch lebende Olympiateilnehmer seines Landes.

## Biographie
Hans Maier wuchs in Niederländisch-Indien auf Java auf. Sein Vater Raoul Eduard Philip Maier war Offizier der Koninklijk Nederlandsch-Indisch Leger im kartografischen Dienst, seine Mutter hieß Nelly, geborene Uljee. Schwimmen und Wasserball erlernte er im Malangse Zwemclub in Malang, den sein Vater 1924 mitbegründet hatte. Ebenfalls 1924 machte die Familie eine Europareise, bei der sie die Schweiz, Italien, aber auch die Olympischen Winterspiele in Chamonix besuchten, von denen der junge Hans Maier stark beeindruckt war.
1934 zog die Familie in die Niederlande nach Amsterdam, wo Hans Maier die Hogereburgerschool besuchte. In Amsterdam ging er für den Verein Het Y an den Start. Der dortige Trainer, Fritz Grossmann, war ein deutscher Jude, der in die Niederlande geflohen war. Maier entwickelte eine neue Beintechnik für das Brustschwimmen, mit der er 1934 einen niederländischen Rekord aufstellte, der aber wegen dieser Technik nicht anerkannt wurde.
Zwei Jahre später wurde Maier für die Wasserball-Nationalmannschaft zur Teilnahme an den Olympischen Spielen 1936 in Berlin nominiert. Die niederländische Mannschaft belegte im olympischen Turnier Platz fünf. Später berichtete Maier, dass die meisten niederländischen Sportler wie er selbst 1936 aus Naivität nicht begriffen hätten, was es mit dem deutschen NS-Regime auf sich habe; er sei indessen von der guten Organisation beeindruckt gewesen. Ohnehin habe er damals mehr den Kommunismus gefürchtet. Später habe er es sich übel genommen, dass er nicht das wahre Gesicht dieser Diktatur erkannt habe.  Er selbst habe 1943 dem jüdischen Vorsitzenden seines Vereins Het Y, Gérard Blitz, seine Verlobungsanzeige in das Durchgangslager Westerbork geschickt, ohne sich dabei Gedanken zu machen, zumal Blitz darauf geantwortet habe.
Nach Abschluss der Schule studierte Maier Wirtschaftswissenschaft und fand eine erste Anstellung bei dem Fuhrunternehmen Van Gend en Loos. In dieser Zeit lernte er seine künftige Frau Conny kennen, die Tochter seiner Zimmerwirtin, deren Freund und Bruder von den Deutschen auf der Flucht in die Schweiz erschossen worden waren. Nach dem Zweiten Weltkrieg wechselte er als Mitarbeiter zu Shell, wo er bis zu seiner Pensionierung im Jahre 1975 tätig war. Fünf Jahre lang lebte die Familie aus beruflichen Gründen auf Curaçao. 1961 erlitt seine Frau einen Infarkt, nach dem sie teilweise gelähmt blieb.
Bis ins hohe Alter lebte Hans Maier, Vater von zwei Töchtern, in guter Gesundheit selbstständig in einer Wohnung in Den Haag. 2008, 74 Jahre nach seiner Abreise aus Java, kehrte er erstmals – auf Initiative und in Begleitung seiner Töchter – dorthin zurück. Nach dem Tod seiner Frau Conny im Jahr 2011, die seit 2006 wegen Demenz in einem Heim gelebt hatte, begründete er die Website www.humandutiesnetwork.com zur Organisation eines Netzwerks über Rechte und Pflichten des Menschen als Verwalter der Erde (nicht mehr online). Bis zuletzt war er als Zeitzeuge ein gefragter Partner für Interviews.